# Alva (Oklahoma)
Alva é uma cidade localizada no estado norte-americano de Oklahoma, no Condado de Woods, do qual é sede de condado.

## Demografia
Segundo o censo norte-americano de 2000, a sua população era de 5288 habitantes. 
Em 2006, foi estimada uma população de 4808, um decréscimo de 480 (-9.1%).

## Geografia
De acordo com o United States Census Bureau tem uma área de 
6,1 km², dos quais 6,1 km² cobertos por terra e 0,0 km² cobertos por água.

## Localidades na vizinhança
O diagrama seguinte representa as localidades num raio de 24 km ao redor de Alva. 